# 王祚 (嘉靖進士)
王祚（1495年—？），字永錫、又字汝錫，號金峰，大寧保定右衛人，官籍，明朝政治人物。

## 生平
嘉靖四年（1525年）乙酉科順天府鄉試第一百三十三名舉人。嘉靖八年（1529年）中式己丑科會試第二百七十二名，登第三甲第二百零二名進士。歷大理寺评事，十三年十二月改授貴州道監察御史，十四年十月被夺职为民。

## 家族
曾祖王海，曾任百戶；祖父王鑑，曾任壽官；父王守憲，曾任訓導。母丁氏。